# Club Sport General Córdova
Club Sport General Córdova, conocido popularmente como el Cacique por utilizar uniforme de listas verticales negro y oro, fue un equipo de fútbol que se fundó el 18 de julio de 1916. Lo formaron en su mayoría trabajadores que laboraban en la limpieza y secado de cacao en los inmensos tendales abiertos en plena calle Panamá, desde la calle Roca hacia el norte. Aunque su vida sólo duró quince años, a partir de 1924 marcó una gran época y llegó a cosechar cuatro títulos federativos consecutivos, aparte de haber representado a Guayaquil con alineación integra, en el Escudo Cambrian de 1928, programado para enfrentar a las mejores selecciones del Ecuador.   

### Copa El Telégrafo.
En noviembre de 1921 El Telégrafo puso en disputa una Copa en su honor que debían disputarla Norteamérica y General Córdova, encuentro que lo perdería el elenco "cacique" por el marcador de 2 a 0.

### Herbert Dainty
El 5 de junio de 1925 llegó el primer entrenador extranjero Mr. Herbert Daynti contratado por la Federación Deportiva del Guayas y permaneció en la ciudad hasta el mes de diciembre. Su paso por Guayaquil dejó huellas imborrables en nuestro fútbol. Dainty trabajó mayormente con el elenco "cacique" de la calle Malecón y Panamá. Los jugadores aprovecharon la circunstancia y sorprendieron a todo Guayaquil venciendo a otro club glorioso que era el Sporting Packard su clásico rival por un marcador de 3 a 0 por el torneo de la Liga de Guayaquil de 1925. De 1927 a 1930 fueron considerados el mejor equipo porteño si consideramos que ganó el título federativo y que en 1928 y 1929 representó integró a Guayaquil en el Escudo Cambrian que ganó sin discusión. En 1928 sus once jugadores actuaron en tres días seguidos, jugando a las 11 de la mañana con un sol canicular, sin cambios y ganaron para Guayaquil el Cambrian -primer campeonato nacional- marcando 27 goles sin recibir ninguno. No hay duda que aún se apreciaba la mano de Mr. Dainty.

### Título de 1927
Córdova tenía una plantilla respetable de jugadores, pero en su favor ocurrió un cambio que le permitió ingresar a la gran historia del fútbol porteño. Se había elegido de presidente al respetable señor Víctor Ramírez y este consiguió que Enrique Guzmán Aspiazu, a quien se le conocía como el "apóstol del fútbol", dejara de patrocinar al Sporting Packard -clásico rival- y aceptara la presidencia honoraria del Córdova. Vicepresidente honorario se designó a otro acaudalado hombre de negocios Charles Ashton.
El dinero aportado por ambos caballeros permitió a los "Caciques", lograr el concurso del zaguero Rafael Sánchez, del volante Teófilo Jiménez, y del alero derecho Nicolás Álvarez, del mejor delantero del balompié porteño, el ya famoso "Manco" Ramón Unamuno, y del delantero Carlos Muñoz.
En este torneo compitieron Patria, Guayaquil Sporting Club, Liga Deportiva Universitaria, Racing Club, Diablos Rojos, Rocafuerte, Norteamérica, C.S. Ayacucho, Barcelona, Libertad y Oriente.
El torneo fue muy luchado Córdova era una fuerza casi incontenible, Enrique Guzmán Aspiazu que había asumido el papel de mecenas y director técnico. En la definición del título, el 6 de noviembre de 1927 Córdova se impuso al Oriente por un marcador de 5 a 0. Terminando invicto en 11 partidos con diez victorias y un empate. Marcó 35 goles y recibió apenas 5.

### Segunda Visita del Arturo Prat.
A su llegada los chilenos se enfrentaron el 12 de octubre de 1927 contra la Selección de Guayaquil ganando el primer encuentro por 5 a 3 y el 16 la revancha empatando sin goles. Luego de cumplir con esos cotejos el elenco del Prat se dirigió hacia el interior del país y regresó a Guayaquil en noviembre. El 13 del mismo mes se enfrentó con el campeón Córdova ganando 1 a 0 con gol de volea de Ramón Unamuno siendo esta la única derrota que sufrió el cuadro chileno en su gira por Ecuador. 
| Partido amistoso; 13 de noviembre de 1927 | General Córdova | 1:0' | Arturo Prat |                             |                             |
|                                           | Ramón Unamuno   |      |             | Árbitro(s): Carlos Reimberg | Árbitro(s): Carlos Reimberg |

### Campeón Nacional vistiendo los santos colores de Guayaquil
Como se ha dicho en toda investigación realizada por los historiadores más respetables sobre la historia de nuestro fútbol, la llegada del Buque Cambrian de la marina Británica en octubre de 1921, fue el inicio del despegue definitivo de los campeonatos futbolísticos que se irían realizando año a año, ya que antes de su llegada el fútbol en la ciudad había descendido en su práctica provocando que los campeonatos fueran escasos en 1919 y 1920. A lo mucho los encuentros interuniversitarios entre Guayaquil y Quito fueron de lo más destacado. Las grandes presentaciones del combinado Centenario, que se creó como una especie de selección donde se encontraban los mejores jugadores de Guayaquil y el Club Sport Norteamérica, que a pesar de haber sido derrotados por marcadores muy ajustados, sorprendieron a los marinos ingleses y esto provocó que el capitán de dicho buque ofreciera a la comunidad futbolera un trofeo para que fuera disputado entre los clubes de la ciudad.
Este trofeo o escudo llegó a la ciudad en el año de 1923 y su organización estuvo ligada al Consulado Británico dando inicio así a la famosa disputa del Escudo Cambrian de los años 20, que fue un torneo de carácter nacional que se realizó en 8 temporadas y que sería disputado entre selecciones de provincia. Claro que Guayaquil ganó todas las veces que fue disputado, pero un año en específico es el que nos trae aquí, porque en 1928, la plantilla de jugadores del Club Sport General Córdova, vistió íntegro los colores de la provincia, situación que no se había dado hasta ese momento, ya que siempre la selección se fue armando con lo mejor de los jugadores de varios clubes, pero en ese año, lo mejor estuvo en el Córdova que había sido dirigido por el estratega y exjugador británico Mr. Herbert Daynti. Muchos de esos jugadores del equipo aprendieron de la exquisita técnica que en su momento Mr. Herbert les habían enseñado. Es preciso recordar este hecho por lo que representa la final de aquel torneo donde venció a la Selección del Pichincha por el abultado marcador de 8 a 0. Es decir en teoría el club de los cacaoteros de la calle Panamá alcanzó la gloria nacional, siendo esta la primera en la historia del fútbol ecuatoriano.

### El escudo del club
Este equipo a pesar de haber sido el más poderoso de su tiempo se desconocen muchas cosas que son relevantes para todo aquel quiera historiar su legado. El caso a tratar es el escudo del club que de las imágenes que se han podido encontrar en periódicos y revistas de la época, en su gran mayoría carecía de un emblema que lo identificara, caso contrario a clubes como Guayaquil Sporting, Norte América, Patria, LDU, Barcelona, etc., que desde un primer momento aparecieron con sus respectivos escudos. De lo que por el momento se sabe por la única fotografía grupal del equipo en el estadio Puerto Duarte que data de 1928, el cuadro que en ese entonces ostentaba la defensa del título y donde el guardameta fue el único en poseerlo en su camiseta este figuró con un escudo en su interior rayado con sus característicos colores y su modelo era muy parecido al del Avaí Futebol Clube. Es necesario recalcar que en la parte superior del escudo no se distingue bien lo que se encuentra allí, puede ser el nombre del club Guayaquileño, puede ser que no haya nada, no lo sabemos, y esto se debe a la calidad de la imagen es muy difícil darlo por hecho.

## Palmarés

### Era Amateur - Torneos provinciales (6)
| Competiciones provinciales            | Títulos                 | Subcampeonatos |
| ------------------------------------- | ----------------------- | -------------- |
| Campeonato Amateur de Guayaquil (4/0) | 1927, 1928, 1929, 1930. |                |
| Liga Guayaquil (1/0)                  | 1926.                   |                |
| Unión Deportiva Guayaquil (1/1)       | 1917                    | 1913           |

Nota: en negrita competiciones vigentes en la actualidad. Indicado el récord del torneo  y el compartido 